# Despotatet Morea
Despotatet Morea (grekiska: Δεσποτάτο του Μυστρά) var en provins inom det Bysantinska riket som existerade från 1349 till 1460. Dess territorium varierade i storlek under dess hundraåriga existens men kom till slut att inkludera hela den grekiska halvön Peloponnesos, som vid den tidpunkten kallades Morea. Provinsen var oftast styrd av den bysantinska tronföljaren som fick titeln despot. Dess huvudstad var Mystras, i närheten av det gamla klassiska staden Sparta, vilken blev ett viktigt centrum för bysantinsk kultur och makt.

## Historia
Despotatet bildades genom att man återerövrade de delar av det Bysantinska riket som det frankiska furstendömet Achaea hade tillskansat sig efter det fjärde korståget 1204. 1259 förlorade furstendömets härskare, Guillaume II de Villehardouin, slaget vid Pelagonia mot den bysantinska kejsaren Mikael VIII Palaiologos. Guillaume tvingades att lämna en lösesumma för att frigöra sig själv och lämnade då ifrån sig landområdet i östra Morea och dess nybyggda fästningar. Detta område kom att utgöra kärnområdet i despotatet Morea.
En senare bysantinsk kejsare vid namn Johannes VI Kantakouzenos omorganiserade området till ett apanage till sin son Manuel Kantakouzenos. Den rivaliserande Palaiologosätten grep makten i Morea efter Manuels död 1380 och Theodor I Palaiologus blev den nya despoten av Morea 1383. Theodor, som regerade till 1407, konsoliderade bysantinskt styre och sökte politiska lösningar med de större och militärt starkare grannländerna, särskilt det expansionsinriktade Osmanska riket, vars överhöghet han erkände. Han försökte även att stimulera den lokala ekonomin, bland annat genom att erbjuda albaner att bosätta sig i området.
Allt eftersom den latinska makten på Peloponnesos försvagades under 1400-talet expanderade despotatet Morea till att inkludera hela halvön. Men 1446 besegrade den osmanska sultanen Murad II den bysantinska armén vid Korinth. Sultanens attack öppnade halvön för invasioner men avled själv innan han kunde utnyttja detta. Hans efterträdare, Mehmed II, även kallad ”erövraren”, intog den bysantinska huvudstaden Konstantinopel 1453 och kunde sju år senare erövra despotatet Morea, som var det sista europeiska fragmentet av det Bysantinska riket.

## Despoter
- Michael (1308-1316)
- Andronikos Palaiologos (1316-1322)
- Manuel Kantakouzenos (1348-?)
- Michael Asan ?
  - Andreas Asan (?-1354)
- Manuel Kantakouzenos (andra gången) (1354-1380)
- Matteus Kantakouzenos (1380-1383)
- Demetrius I Kantakouzenos (1383)
- Theodor I Palaiologos (1383-1407)
- Theodor II Palaiologos (1407-1443)
- Konstantin XI Palaiologos (1428-1449)
  - Demetrios II Palaiologos (1428-1460)
  - Thomas Palaiologos (1449-1460)